# NGC 7716
NGC 7716 este o galaxie situată în constelația Peștii. A fost descoperită în 1831 de către John Herschel. Se află la o distanță de 36,5 de megaparseci de Pământ.